# فرانك دارابونت
فرانك دارابونت (بالإنجليزية: Frank Darabont)‏ مخرج ومنتج أفلام أمريكي من مواليد 28 يناير 1959.

## حياته
هرب والديه بعد غزو الجيش الأحمر السوفياتي عام 1956 من هنغاريا. في عام 1959 ولد بأحد مخيمات اللاجئين في فرنسا، بعدها استقرت عائلته في لوس أنجلوس الأمريكية.
بدأ فرانك مهنته في هوليوود كمساعد إنتاج عام 1981. كان أول عمل كتابي له عام 1983 من خلال كتابته نص سيناريو لفيلم قصير. رُشح لنيل جائزة الأوسكار عن أعماله فيما يخص السيناريو في كل من فيلم الميل الأخضر ووداعا شاوشانك.

## فهرس الأفلام (كمخرج)
- 1983: المرأة في الغرفة.
- 1990: دفن أحياء.
- 1994: وداعا شاوشانك.
- 1999: الميل الأخضر
- 2007: الضباب.

## فهرس الأفلام (ككاتب نصوص)
- 1983: المرأة في الغرفة.
- 1987: كابوس على شارع إيلم 3 : حلم وريورز.
- 1989: الذبابة 2.
- 1991: ثلاثة طرق للموت.
- 1994: وداعا شاوشانك.
- 1994: ماري شيليس فرانكنشتاين.
- 1999: الميل الأخضر.
- 2007: الضباب.

## وصلات خارجية
- فرانك دارابونت  على قاعدة بيانات الخيال التأملي على الإنترنت
- فرانك دارابونت على موقع IMDb (الإنجليزية)
- فرانك دارابونت على موقع روتن توميتوز (الإنجليزية)
- فرانك دارابونت على موقع مونزينجر (الألمانية)
- فرانك دارابونت على موقع ألو سيني (الفرنسية)
- فرانك دارابونت على موقع ميوزك برينز (الإنجليزية)
- فرانك دارابونت على موقع أول موفي (الإنجليزية)
- فرانك دارابونت على موقع بوكس أوفيس موجو (الإنجليزية)
- فرانك دارابونت على موقع قاعدة بيانات الأفلام السويدية (السويدية)
- فرانك دارابونت على موقع إن إن دي بي (الإنجليزية)
- فرانك دارابونت على موقع ديسكوغز (الإنجليزية)
- فرانك دارابونت  على قاعدة بيانات الخيال التأملي على الإنترنت